# Fathers and Sons (Muddy Waters)
Fathers and Sons è il sesto album in studio di Muddy Waters. Si tratta di un disco che ha segnato la storia della musica blues, in quanto hanno suonato al suo interno i vecchi musicisti neri ('Fathers' - padri) assieme ai giovani musicisti bianchi ('Sons' - figli). Questo aspetto inoltre viene espresso nella copertina creata da Don Wilson, che si ispira alla Creazione di Adamo di Michelangelo.
Una parte è stata registrata negli studi della Chess Records a Chicago tra il 21 e il 23 aprile 1969 mentre l'altra dal vivo sempre a Chicago il 24 aprile 1969, al 'Super Cosmic Joy-Scout Jamboree' al Civic Auditorium.

## Tracce
Tutti i brani sono stati scritti da Muddy Waters, eccetto dove indicato

### Lp originale
Lato A (studio)
1. All Aboard – 2:50
2. Mean Disposition – 5:42
3. Blow Wind Blow – 3:35
4. Can't Lose What You Ain't Never Had – 3:03
5. Walkin' Thru The Park – 3:07

Lato B  (studio)
1. Forty Days and Forty Nights (Bernard Roth) – 3:04
2. Standin' Round Crying – 4:01
3. I'm Ready (Willie Dixon) – 3:33
4. Twenty Four Hours (Eddie Boyd) – 4:46
5. Sugar Sweet (Mel London) – 2:16

Lato C (live)
1. Long Distance Call – 6:35
2. Baby, Please Don't Go (Big Joe Williams) – 3:05
3. Honey Bee – 3:57

Lato D (live)
1. The Same Thing (Dixon) – 6:00
2. Got My Mojo Working, Part 1 (Preston Foster, Morganfield) – 3:39
3. Got My Mojo Working, Part 2 (Foster, Morganfield) – 5:33

### Versione CD
1. All Aboard – 2:52
2. Mean Disposition – 5:42
3. Blow Wind Blow – 3:38
4. Can't Lose What You Ain't Never Had – 3:06
5. Walkin' Thru The Park – 3:21
6. Forty Days And Forty Nights (Roth) – 3:08
7. Standin' Round Cryin' – 4:05
8. I'm Ready (Dixon) – 3:39
9. Twenty Four Hours (Boyd) – 4:48
10. Sugar Sweet – 2:18
11. Country Boy – 3:20
12. I Love the Life I Live (I Live the Life I Love) (Dixon) – 2:45
13. Oh Yeah (Dixon) – 3:38
14. I Feel So Good (Big Bill Broonzy) – 3:00
15. Long Distance Call – 6:37
16. Baby, Please Don't Go (Williams) – 3:03
17. Honey Bee – 3:56
18. The Same Thing (Dixon) – 5:59
19. Got My Mojo Working, Part 1 (Foster, Morganfield) – 3:22
20. Got My Mojo Working, Part 2 (Foster, Morganfield) – 2:54

### Tracce aggiunte sull'edizione CD del 2007
1. All Aboard (altra versione)
2. Sugar Sweet (altra versione)
3. Sad Letter
4. Country Boy
5. I'm Goin' Home
6. Oh Yeah
7. Someday Baby
8. Live the Life I Love
9. I Feel So Good

## Musicisti
- Muddy Waters - voce e chitarra
- Otis Spann - piano
- Michael Bloomfield - chitarre
- Paul Butterfield - armonica a bocca
- Sam Lay - percussioni
- James Cotton  - armonica a bocca (dal vivo)
- Ira Kamin  - organo (dal vivo)
- Donald Duck Dunn  - basso
- Paul Asbell - chitarra ritmica
- Phil Upchurch - chitarra
- Jeff Carp - armonica a bocca
- Buddy Miles (bis dal vivo) - percussioni